# Гай Юлий Лонгин
Гай Юлий Лонгин (на латински: Gaius Iulius Longinus) е сенатор и политик на Римската империя в края на 1 и началото на 2 век.
През 107 г. той е суфектконсул заедно с Гай Валерий Павлин.